# Province de Koshi (Japon)
Pour la province du Népal, voir province de Koshi (Népal).

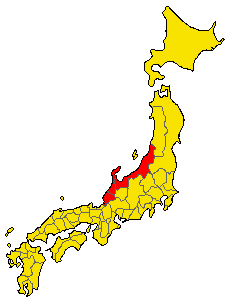
Carte des anciennes provinces du Japon avec Koshi mise en évidence.

La province de Koshi est une ancienne province du Japon qui constitue l'actuelle région du Hokuriku. À la fin du VIIe siècle, elle fut divisée en plusieurs provinces : Echizen, Echigo, Etchū, Noto et Kaga.
Un peuple du Japon ancien, vivant dans cette province, les Koshibito ( 高志人, 古志人 ou 越人, tous prononcés de la même façon), étaient réputés être originaires de Corée et de Mandchourie  censé avoir vécu sur la partie sud de la rive de la mer du Japon, en étant locuteurs d'une des langues toungouses et seraient originaires de Mandchourie ou de la péninsule coréenne,.

## Sources
- (fr) Louis Frédéric, Le Japon, dictionnaire et civilisation, Paris, Robert Laffont, coll. « Bouquins », 1996, 1419 p. [détail des éditions] (ISBN 2-221-06764-9)